# 부론중학교
부론중학교(富論中學校)는 대한민국 강원특별자치도 원주시 부론면 법천리에 있는 공립 중학교이다.

## 학교 연혁
- 1955년 3월 29일 : 부론중학교 3학급 인가
- 1955년 6월 1일 : 부론중학교 개교식 거행
- 2025년 1월 2일 : 제70회 졸업식 거행(졸업생 7명, 총 4,610명)
- 2025년 3월 1일 : 제27대 허양욱 교장 부임
- 2025년 3월 4일 : 제73회 입학식(신입생 6명)

## 참고 자료
- 부론중학교 - 한국교육학술정보원 학교알리미